# کارلیتوس (بازیکن فوتبال، زاده ۱۹۹۰)
کارلیتوس (انگلیسی: Carlitos؛ زادهٔ ۱۲ ژوئن ۱۹۹۰) بازیکن فوتبال اهل اسپانیا است.
از باشگاه‌هایی که در آن بازی کرده‌است می‌توان به باشگاه فوتبال ویسوا کراکوف، باشگاه فوتبال لگیا ورشو، باشگاه فوتبال فوئنلابرادا، باشگاه فوتبال آریس لیماسول، باشگاه فوتبال پاناتینایکوس و باشگاه فوتبال الوحده امارات اشاره کرد.